# Thing on a Spring
Thing on a Spring (traducibile "cosa a molla") è un videogioco a piattaforme pubblicato dalla Gremlin Graphics nel 1985 per Commodore 64 e nel 1986 per Amstrad CPC. Il protagonista è una creatura con il corpo costituito da una molla che collega la testa e le braccia ai piedi.
Il gioco ricevette recensioni da medie a molto buone; la rivista Zzap!64 lo apprezzò particolarmente, e in seguito ne adottò il protagonista come personaggio decorativo ricorrente ai bordi delle pagine.
Thing on a Spring fu seguito da Thing Bounces Back, che uscì nel 1987 anche per altri computer.

## Modalità di gioco
Il malvagio Goblin ha sottratto molti giocattoli e li ha portati nella sua fabbrica sotterranea di quattro piani.
Il giocatore controlla Thing, un personaggio molleggiante che deve recuperarli e per far questo deve raccogliere tutti i 9 pezzi di un puzzle sparsi per la fabbrica, prestando attenzione a trappole e guardie del Goblin, con l'aspetto di mostricciattoli o di oggetti animati, che fanno perdere la sua energia vitale se toccati.
Thing può camminare saltellando a destra e sinistra, fare salti con capriole nelle due direzioni, e abbassarsi per caricare un salto verticale a diverse altezze. Se quando si salta di lato si urta una parete, Thing rimbalza all'indietro. C'è una sola vita, ma l'energia può essere recuperata raccogliendo delle taniche di olio sparse per la fabbrica.
Ogni piano della fabbrica è costituito da diverse stanze bidimensionali disposte in fila, ciascuna mostrata con scorrimento orizzontale. Le stanze contengono piattaforme e molte complicazioni come pavimenti che si consumano al passaggio, scivoli, nastri trasportatori orizzontali o verticali. Capire come spostarsi è a volte un rompicapo ed è anche possibile rimanere bloccati in situazioni senza uscita, in questo caso è disponibile un tasto di riavvio.
I nemici da evitare si muovono secondo schemi prestabiliti e il loro aspetto varia casualmente a ogni ingresso nella stanza.
Tra una stanza e l'altra ci sono corridoi di collegamento simili a tubi, con pochi elementi di scenario, ma popolati da nemici dai movimenti più caotici. Solo in questi schermi è visibile anche un tabellone che mostra i pezzi di puzzle raccolti finora.
Sparsi nella fabbrica è necessario trovare anche cinque pacchi che attivano altrettante funzioni, mostrate come icone sotto la visuale man mano che si ottengono. Permettono di usare meccanismi necessari per riuscire a raggiungere tutti i luoghi, ad esempio l'ascensore che collega i vari piani.
Il completamento del puzzle invece dà la possibilità di accendere l'interruttore di una trappola che elimina il Goblin e completa il gioco.

## Sviluppo
Inizialmente un gioco per Commodore 64 chiamato Thing on a Spring era in corso di sviluppo da parte della stessa Gremlin Graphics, che ci aveva investito un tempo relativamente lungo. La Micro Projects era invece una piccola compagnia di Stevenage che sviluppava giochi per Commodore 16, che poi la Gremlin pubblicava. Quando Ian Stewart, amministratore della Gremlin, mostrò il gioco alla squadra della Micro Projects per avere un parere, apparve chiaro che non era un granché (praticamente un clone di Breakout). Il protagonista molleggiato del gioco però, animato da Pete Harrap (creatore di Monty Mole), piacque molto. Si decise perciò di abbandonare il progetto originale e far sviluppare alla Micro Projects un nuovo gioco riutilizzando lo stesso personaggio, purché lo realizzassero in sole sei settimane.
Al nuovo gioco per Commodore 64 lavorarono i tre fondatori della Micro Projects: Jason Perkins come principale programmatore, Tony Clarke a supporto per elementi come la schermata dei titoli, e Mark Rogers al design di personaggi e ambienti (sua è anche l'idea del tema della fabbrica di giocattoli).
Sul sonoro la squadra aveva poca competenza, date le ridotte possibilità del Commodore 16 per il quale avevano sviluppato finora, perciò venne ingaggiato Rob Hubbard, all'epoca disoccupato e conosciuto da Perkins tramite un volantino. Questa fu una delle prime colonne sonore di Hubbard per Commodore 64. L'audio si rivelò poi uno dei punti di forza del gioco secondo molte delle recensioni.
Mancano informazioni sullo sviluppo della successiva conversione per Amstrad CPC, piuttosto fedele nel design dei livelli. Nella schermata dei punteggi viene accreditata la Pedigree Software insieme alla Gremlin.